# Pseudanhammus keili
Pseudanhammus keili is een keversoort uit de familie boktorren (Cerambycidae). De wetenschappelijke naam van de soort is voor het eerst geldig gepubliceerd in 1889 door Ritsema.